# محاصره بیزانس (۳۲۴)
محاصره بیزانس (انگلیسی: Siege of Byzantium) نبردی بین نیروهای امپراتور روم کنستانتین بزرگ و لیسینیوس بود که بین ژوئیه و سپتامبر ۳۲۴ رخ داد.